# Хрингвегюр
Хрингвегюр (исл. Hringvegur ['r̥iŋkˌvεːɣʏr̥], слушатьо файле; известна также как Дорога 1 — Þjóðvegur 1 ['θjouðˌvεːɣʏr̥], слушатьо файле; также Кольцевая дорога) — кольцевая автомобильная дорога в Исландии. Представляет собой главную автомагистраль страны, соединяющую между собой почти все исландские регионы и крупнейшие населённые пункты. Протяжённость дороги составляет 1322 км (одна из самых длинных в мире кольцевых автодорог). С августа 2019 года является полностью заасфальтированной на всём своём протяжении. Движение осуществляется по двум полосам, за исключением однополосных участков на 33 мостах и небольших трёх- или четырёхполосных участков в Рейкьявике, Хёвюдборгарсвайдид и северной части туннеля Хвальфьярдаргёйнг.

## Название
До 1972 года участки дорог, идущих вокруг Исландии и представляющих собой в плане незамкнутое кольцо (исл. hringvegurinn í kringum landið, дословно — «кольцевая дорога вокруг страны»), назывались соответственно своему расположению. Так, четыре основных участка имели названия Сюдюрландсвегюр (исл. Suðurlandsvegur, дословно — «дорога южной земли»), Вестюрландсвегюр (исл. Vesturlandsvegur, дословно — «дорога западной земли»), Нордюрландсвегюр (исл. Norðurlandsvegur, дословно — «дорога северной земли») и Эйстюрландсвегюр (исл. Austurlandsvegur, дословно — «дорога восточной земли»).
После того как в 1972 году началось строительство последнего замыкающего кольцо участка, дорога получила официальное название Hringvegur (дословно — «кольцевая дорога») и номер 1 (исл. Þjóðvegur 1, дословно — «Дорога 1»). По правилам, в исландских географических названиях слова, поясняющие род объекта (дорога, гора, река и т. п.), пишутся слитно с именем собственным и сохраняются (не переводятся и не калькируются) в слитном написании при транскрибировании на русский; при этом перед названием ставится соответствующий русский перевод географического термина. Поэтому в русском Hringvegur будет иметь название дорога Хрингвегюр.
Термин þjóðvegur, имеющий значения «основная дорога; общественная дорога, которая содержится за счёт государства», не является названием (именем собственным) и поэтому на русский язык не транскрибируется, а переводится как «дорога», отсюда Þjóðvegur 1 — это «Дорога 1» или «Дорога № 1». В Исландии, кроме Хрингвегюр 1, нет больше ни одной дороги, номер которой начинается на 1 (как 10—19 или 100—199) или состоит из одной цифры (2—9).

## История
С самого начала заселения Исландии исландцы путешествовали по своей стране. В основном для этого использовалось каботажное плавание вдоль берегов острова, реже — путь по суше. Из-за сильно пересечённой местности, богатой на скалы, бурные и стремительные горные реки, крутые ущелья, ледники и действующие вулканы, путешествия по суше были весьма трудными и занимали длительное время — дни, недели, а иногда и месяцы. Позже, когда из-за хозяйственной деятельности исландцев в Исландии практически полностью исчезли леса и, как следствие, стала невозможна постройка морских судов, исландцы стали чаще использовать сухопутные маршруты. Пешие или конные тропы старались прокладывать так, чтобы облегчить прохождение самых сложных участков, обходя стороной самые высокие горные плато, глубокие и широкие реки и ущелья. Несмотря на это, большинство исландских поселений пребывало в практически полной изоляции не только в зимний период, когда с октября по май почти все исландские тропы были совершенно непроходимы, но и зачастую по нескольку лет кряду. Длительные путешествия по безжизненным землям, где не было возможности пополнить запасы пищи для человека и корма для лошадей, были чрезвычайно опасны, и только какая-то особая ситуация могла заставить двинуться в путь.
Поэтому в течение долгого времени жители Исландии думали об улучшении связи между поселениями, чтобы они могли легко путешествовать. Ключевым фактором в этом было создание дорог и мостов. Впервые обустройство дорог, а точнее, более или менее ровных троп для вьючного транспорта и пешеходов началось в XIX веке. Такие дороги стали прокладываться между крупными исландскими поселениями, расположенными вдоль побережья Исландии. Большая часть этих старых дорог впоследствии стала основой для постройки нынешней кольцевой дороги Хрингвегюр.
Впервые о необходимости постройки нескольких основных дорог, объединяющих всю Исландию, было сказано в Законе об исландских дорогах, принятом Альтингом в 1941 году. Согласно этому закону, постройка основных дорог и мостов стала обязанностью исландского государства и на эти цели ежегодно должно было выделяться финансирование. После принятия закона было построено несколько крупных участков дорог по побережью Исландии и большое количество мостов через крупные реки. В начале 1960-х годов депутаты из Эйстюрланд представили Альтингу предложение о проведении экспертизы строительства мостов через крупные ледниковые реки и потоки на юге Исландии, в частности на Скейдараурсандюр. Это позволило бы объединить в кольцо имеющиеся участки дорог. Это предложение было одобрено и принято Альтингом в качестве закона 16 апреля 1962 года.
Мост через Йокюльсау на Брейдамеркюрсандюр был открыт 2 сентября 1967 года, но строительство мостов и участков дороги на Скейдараурсандюр застопорилось. Этот чрезвычайно сложный участок представляет собой песчаную безжизненную местность, пересечённую множеством рек, ручьёв и ледниковых потоков, где периодически случаются катастрофические йёкюльхлёйпы. Строительство требовало больших денег, которых у исландского правительства попросту не было. Выход нашёл депутат Йоунас Пьетюрссон из Восточной Исландии, который предложил провести лотерею от имени Дорожного фонда для сбора денег на строительство дорог и мостов в Скейдараурсандюр. Предложение было одобрено Альтингом 23 марта 1971 года, а в сентябре 1972 года на Скейдараурсандюр началось строительство, которое успешно завершилось в 1974 году, к 1100-летию заселения Исландии.
Кольцевая дорога Хрингвегюр была официально открыта 14 июля 1974 года. Церемония открытия прошла на мосту Скейдараурбру (на тот момент самый длинный мост в Исландии) через реку Скейдарау на юго-востоке страны. С обращениями выступили исландский епископ Сигюрбьёдн Эйнарссон, министр финансов Эйстейн Йоунссон, директор дорожного управления Сигюрдюр Йоуханнссон. Министр транспорта Магнус Торфи Оулафссон официально открыл кольцевую дорогу и в своей речи среди прочего сказал:

Сегодня кольцо замкнулось, кольцевая дорога, которая соединяет населенные пункты вокруг Исландии в единое целое, больше не имеет никакого конца. Отныне можно начать движение в любой точке страны и двигаться по кратчайшему пути до пункта назначения без каких-либо препятствий, мешающих длительному непрерывному движению автомобиля.
Оригинальный текст (исланд.)Í dag er hringnum lokað, hringvegurinn sem tengir byggðirnar umhverfis Ísland í samfellda heild, svo að þar er hvergi leiðarendi lengur á akfærum vegi. Héðan af er unnt að hefja akstur hvar á landinu sem vera skal og halda rakleitt skemmstu leið í áfangastað, án þess að nokkur torfæra hamli lengur ferð ökutækis.

Через несколько лет, в 1978—1979 годах, началась работа по асфальтированию Хрингвегюр по всей стране. Работы продолжались около четырёх десятилетий, до того момента, когда 14 августа 2019 года был заасфальтирован и сдан в эксплуатацию последний участок Хрингвегюр длиной 3,6 км, расположенный к югу от нового моста в Берю-фьорде.

## Характеристика
Общая протяжённость дороги, включая мосты, составляет 1322 км. На всём протяжении Хрингвегюр имеет асфальтное покрытие и почти всегда является двухполосной, то есть имеет по одной полосе движения в каждую сторону. Там, где Хрингвегюр проходит через Рейкьявик и столичный регион (Хёвюдборгарсвайдид), количество полос движения может увеличиваться до трёх или четырёх. В северной части туннеля Хвальфьярдаргёйнг, расположенного под морским дном, также добавляется дополнительная полоса для подъёма из тоннеля. В то же время по состоянию на начало 2021 года более тридцати небольших деревянных или металлических мостов на Хрингиверюр являются однополосными (некоторые из них имеют ниши для пропуска встречного транспорта или разъезда).
Максимальная разрешённая скорость движения на большей части Хрингвегюр составляет 90 километров в час, снижаясь до 70 километров в час в туннелях и до 60—30 километров в час в населённых пунктах.
Некоторые участки дороги Хрингвегюр потенциально опасны, так как имеют слепые повороты и подъёмы, проходят через однополосные мосты или горные перевалы. Зимой на многих участках дорожное покрытие обледеневает, а некоторые участки Хрингвегюр могут закрываться из-за снежных заносов или сильных ветров (от 25 до 50 м/с).
Кроме того, участки Хрингвегюр на ледниковых равнинах, особенно через Скейдараурсандюр, иногда подвергаются затоплению или разрушению из-за йёкюльхлёйпов во время или после извержений близлежащих вулканов.
Хрингвегюр по своему маршруту проходит через четыре тоннеля:
- Альманнаскардсгёйнг исл. Almannaskarðsgöng — длина — 1300 м, построен в 2005 году в регионе Эйстюрланд под перевалом Альманнаскард,
- Вадлахейдаргёйнг исл. Vaðlaheiðargöng — длина — 7400 м, построен в 2018 году в регионе Нордюрланд-Эйстра под горным хребтом Вадлахейди,
- Фаускрудсфьярдаргёйнг исл. Fáskrúðsfjarðargöng — длина — 5900 м, построен в 2005 году в регионе Эйстюрланд под горным плато Брейдалсхейди,
- Хвальфьярдаргёйнг исл. Hvalfjarðargöng — длина — 5770 м, построен в 1998 году в между регионами Хёвюдборгарсвайдид и Вестюрланд под дном Хваль-фьорда.

## Маршрут
Официально нулевой километр Хрингвегюр находится в Скейдараурсандюр на границе двух общин — Хорднафьордюр (регион Эйстюрланд) и Скаптаурхреппюр (регион Сюдюрланд). Но традиционно местные жители и туристы принимают за нулевой километр точку на окраине Рейкьявика, где соединяются Вестюрландсвегюр (западная часть Хрингвегюр) и Сюдюрландсвегюр (южная часть Хрингвегюр), поэтому в списке указаны оба варианта отсчёта через косую черту — от Рейкьявика и от официального нулевого километра.

### Вестюрландсвегюр
- Рейкьявик (0 / 292 километра)

 — Ульварфедльсвегюр 430
- Мосфедльсбайр (7 / 299 километров)

 — Хавраватнсвегюр 431
 — Тингвадлавегюр 36 к Тингвадлаватн
 — Брёйтархольтсвегюр 458 на Кьяларнес
 — Хвальфьярдарвегюр 47 вокруг Хваль-фьорда
 — тоннель Хвальфьярдаргёйнг
 — Иннесвегюр 503 на Акранес
 — Акрафьядльсвегюр 51 на Акранес
 — Хвальфьярдарвегюр 47 вокруг Хваль-фьорда
 — Лейраурсвейтарвегюр 504
 — Меласвейтарвегюр 505
 — Боргарфьярдарбрёйт 50 на Хваннейри
 — мост через Боргар-фьорд
- Боргарнес (65 / 357 километров)

 — Снайфедльснесвегюр 54 через полуостров Снайфедльснес на Оулафсвик
 — Ферьюбаккавегюр 530
 — Хвитаурвадлавегюр 510
 — Лаунгаватнсвегюр 553
 — Боргарфьярдарбрёйт 50 на Рейкхольт
- Биврёст[исл.] (69 / 361 километр)

 — Вестфьярдарвегюр 60 на Будардалюр и Вестфирдир
 — Хрутатунгювегюр 701
- Стадарскаули (158 / 450 километров)

 — Иннстрандавегюр 68 на Хоульмавик и Вестфирдир

### Нордюрландсвегюр
— Хрутатунгювегюр 701
 — Хеггстаданесвегюр 702
 — Хаульсабайявегюр 703
 — Хеггстаданесвегюр 702
 — Мидфьярдарвегюр 704
 — Мидфьярдарвегюр 704
 — Хваммстаунгавегюр 72 на Хваммстаунги
 — Ватнснесвегюр 711
 — Фитьявегюр 714
 — Видадальсвегюр 715
 — Сидювегюр 716
 — Видадальсвегюр 715
 — Тингейрарвегюр 721 на Тингейри
 — Ватнсдальсвегюр 722
 — Ватнсдальсвегюр 722
 — Рейкьябрёйт 724
 — Мидаусавегюр 725
- Блёндюоус (235 / 527 километров)

 — Свинвейтингабрёйт 731
 — Скагастрандарвегюр 74 на Скагастрёнд
 — Свинвейтингабрёйт 731
 — Свартаурдальсвегюр 734
 — Саймюндархлидарвегюр 762
 — Скагафьярдарвегюр 752
- Вармахлид (284 / 576 километров)

 — Сёйдаркроуксбрёйт 75 на Сёйдаркроукюр
 — Виндхеймавегюр 753
 — мост через р. Хьерадсвётн
 — Сиглюфьярдарвегюр 76 на Сиглюфьордюр
 — Кьяулкавегюр 759
 — Хёграурдальсвегюр 815
 — Оулавсфьрдарвегюр 82 на Дальвик
 — Дагвердарейрарвегюр 816
 — Блоумстюрвадлавегюр 817
 — Хлидарвегюр 818
 — Акюрейрархабнарвегюр 819
- Акюрейри (383 / 675 километров)

 — Эйяфьярдарбрёйт-Вестри 821 на Храпнагиль
 — Эйяфьярдарбрёйт-Эйстри 829 на Мёдрюведлир
 — Вейгастадавегюр 828 на Храпнагиль
 — Гренивикюрвегюр 83 на Гренивик
 — Вадлахейдарвегюр 832
 — тоннель Вадлахейдаргёйнг
 — Вадлахейдарвегюр 832
 — Идлюгастадавегюр 833
 — Викюрскардсрвегюр 84
 — Фньоускадальсвегюр-Эйстри 835
 — Вагласкоугарвегюр 836
 — Нордёйстюрвегюр 85 на Хусавик
 — Фремстафедльсвегюр 841
 — Баурдардальсвегюр-Вестри 842
 — Баурдардальсвегюр-Эйстри 844
 — Адальдальсвегюр 845
 — Эйстюрхлидарвегюр 846
 — Стапнсвегюр 847
 — Миватнсхейдарвегюр 881 на Миватн
 — Нордёйстюрвегюр 85 на Хусавик
 — Миватнссвейтарвегюр 848 на Миватн
 — Кисильвегюр 87 на Хусавик
- Рейкьяхлид (465 / 757 километров)

 — Миватнссвейтарвегюр 848
 — Грьоутагьяурвегюр 860
 — Наумаскардсвегюр 885
 — Крёплювегюр 863 на Крабла
 — Деттифоссвегюр 862
 — Эскьюлейд F88 на Аскья
 — мост через р. Йёкюльсау-ау-Фьёдлюм
 — Хоульсфьядлавегюр 864 на Деттифосс и Аусбирги
 — Мёдрюдальслейд 901 на Мёдрюдалюр
 — Нордёйстюрвегюр 85 на Vopnafjörður

### Эйстюрландсвегюр
— Мёдрюдальслейд 901 на Мёдрюдалюр
 — Йёкюльдальсвегюр 923
 — Йёкюльдальсвегюр 923
 — Йёкюльдальсвегюр-Эйстри 924
 — Хлидарвегюр 917
 — Хроуартунгювегюр 925
 — Йёкюльдальсвегюр-Эйстри 924
 — Хаврафедльсвегюр 929
 — Хроуартунгювегюр 925
- Федлабайр (627 / 919 километров)

 — Уппхьерадсвегюр 931
 — Эйильсстадафлюгвадларвегюр 941
- Эйильсстадир (629 / 921 километр)

 — Скриддальсвегюр 95
 — Сейдисфьярдарвегюр 93 на Сейдисфьордюр
 — Мьоуафьярдарвегюр 953
 — Нордфьярдарвегюр 92 на Рейдарфьордюр, Эскифьордюр и Нескёйпстадюр
 — Тоурдальсхейдарвегюр 936
 — Ваттарнесвегюр 955
 — тоннель Фаускрудсфьярдаргёйнг
 — Ваттарнесвегюр 955 на Фаускрудсфьордюр
- Стёдварфьордюр (703 / 995 километров)

 — Брейддальсвикюрвегюр 97
 — Скриддальсвегюр 95
 — Брейддальсвикюрвегюр 97
- Брейддальсвик (721 / 1 013 километров)

 — мост через залив Брейддальсвик
 — Брейддальсвегюр 964
 — Ахсарвегюр 939
 — Ахсарвегюр 939
- Дьюпивогюр (787 / 1 079 километров)

 — Дьюпавогсвегюр 98
 — мост через р. Ховсау
 — мост через р. Йёкюльсау-и-Лоуни
 — Кодлюмулавегюр F980
 — тоннель Альманнаскардсгёйнг
 — Хабнарвегюр 99 на Хёбн
- Хёбн (878 / 1 170 километров)

 — Ходнафьярдарфлюгвадларвегюр 982
 — Ховфедльсвегюр 984
 — мост через Хабнарфьярдарфльоут
 — Рёйдабергсвегюр 986
 — мост через р. Хоульмсау
 — Йёкюльвегюр F985
 — Скаптафедльсвегюр 998
 — мост через р. Морсау

### Сюдюрландсвегюр
- Нулевой километр (1 020 / 0 километров)

 — мост через р. Скейдарау
 — Вадлавегюр 201
 — Вадлавегюр 201
 — Престсбаккавегюр 202
- Киркьюбайярклёйстюр (1 073 / 53 километра)

 — Гейрландсвегюр 203
 — Клёйстюрвегюр 205
 — Медальландсвегюр 204
 — Хольтсвегюр 206
 — Скаптауртунгювегюр 208 к Фьядлабакслейд-Нирдри F208
 — Медальландсвегюр 204
 — Хривюнесвегюр 209
 — Аульфтаверсвегюр 211 на Тикквабайярклёйстюр
 — Кедлингардальсвегюр 214
- Вик (1 145 / 125 километров)

 — Рейнисхвервисвегюр 215
 — Дирхоулавегюр 218
 — Пьетюрсейярвегюр 219
 — Пьетюрсейярвегюр 219
 — Мирдальсйёкюльсвегюр 222
 — Соульхеймайёкульсвегюр 221
 — Рёйварфедльсвегюр 242
 — Рёйварфедльсвегюр 242
 — Лейрнавегюр 243
 — Лейрнавегюр 243
 — Хвервисвегюр 245
 — Скаулавегюр 246
 — Хвервисвегюр 245
 — Скаулавегюр 246
 — Сандхоульмавегюр 247
 — Сандхоульмавегюр 247
 — Тоурсмеркюрвегюр 249
 — Ландейяхабнарвегюр 254
 — Димонарвегюр 250
 — Хоульмабайявегюр 251
 — Баккавегюр 253
 — Акюрейярвегюр 255
 — Ландейявегюр 252
- Хвольсвёдлюр (1 224 / 204 километра)

 — Фльоутсхлидарвегюр 261
 — Раунгаурвадлавегюр 264
 — Оддавегюр 266
 — Раунгаурвадлавегюр 264
- Хедла (1 237 / 217 километров)

 — Тикквабайрвегюр 25 на Тикквибайр
 — Аурбайярвегюр 271
 — Бугавегюр 273
 — Ландвегюр 26 через Спрейнгисандюр
 — Аусвегюр 275
 — Сюмарлидабайявегюр 281
 — Аусмюндарстадавегюр 282
 — Каульвхольтсвегюр 288
 — Хейдарвегюр 288
 — Каульвхольтсвегюр 288
 — Урридафоссвегюр 302
 — Хрюнаманнавегюр 30
 — Эльвисхольтсвегюр 303
 — Оддгейрсхоулавегюр 304
 — Видлингахольтсвегюр 305
 — Лаунгхольтсвегюр 318
 — Гёйльверьябайярвегюр 33 на Стокксейри
- Сельфосс (1 273 / 253 километра)

 — мост через р. Эльвюсау
 — Эйрарбаккавегюр 34 на Стокксейри
 — Бискюпстунгнабрёйт 35 к водопаду Гюдльфосс и Кьяльвегюр F35
 — Хваммсвегюр 374
 — Хваммсвегюр 374
- Хверагерди (1 285 / 265 километров)

 — Брейдамеркюрвегюр 376
 — Торлауксхабнарвегюр 38 на Торлауксхёбн
 — Трейнгславегюр 39 на Торлауксхёбн
 — Блауфьядлавегюр 417 на Хабнарфьордюр
 — Хейдмеркюрвегюр 408
 — Несьявадлалейд 435 на Тингведлир
 — Рейкьянесбрёйт 41 к аэропорту Кеблавик
- Рейкьявик (1 322 / 292 километра)

## Значение
Хрингвегюр является самой важной транспортной артерией Исландии, связывающей все регионы Исландии, кроме Западных Фьордов и безжизненных земель в центре острова. Хрингвегюр очень популярен у туристов, так как поблизости дороги расположено большое количество достопримечательностей — водопады и ледниковые лагуны, ледники и вулканы, пляжи с чёрным песком и долины с фумаролами, лежбища тюленей и птичьи базары.
Экспериментальный документальный фильм «Кольцо» (Hringurinn) исландского режиссёра Фридрика Тоура Фридрихссона, снятый в 1984 году, целиком посвящён Хрингвегюр.
В романе «Место сердца» (Hjartastaður; 1995) исландская писательница Стейнюнн Сигюрдардоуттир описывает путешествие главных героев по Хрингвегюр от Рейкьявика до восточных фьордов.

## Галерея

Фотографии дороги Хрингвегюр и её окрестностей
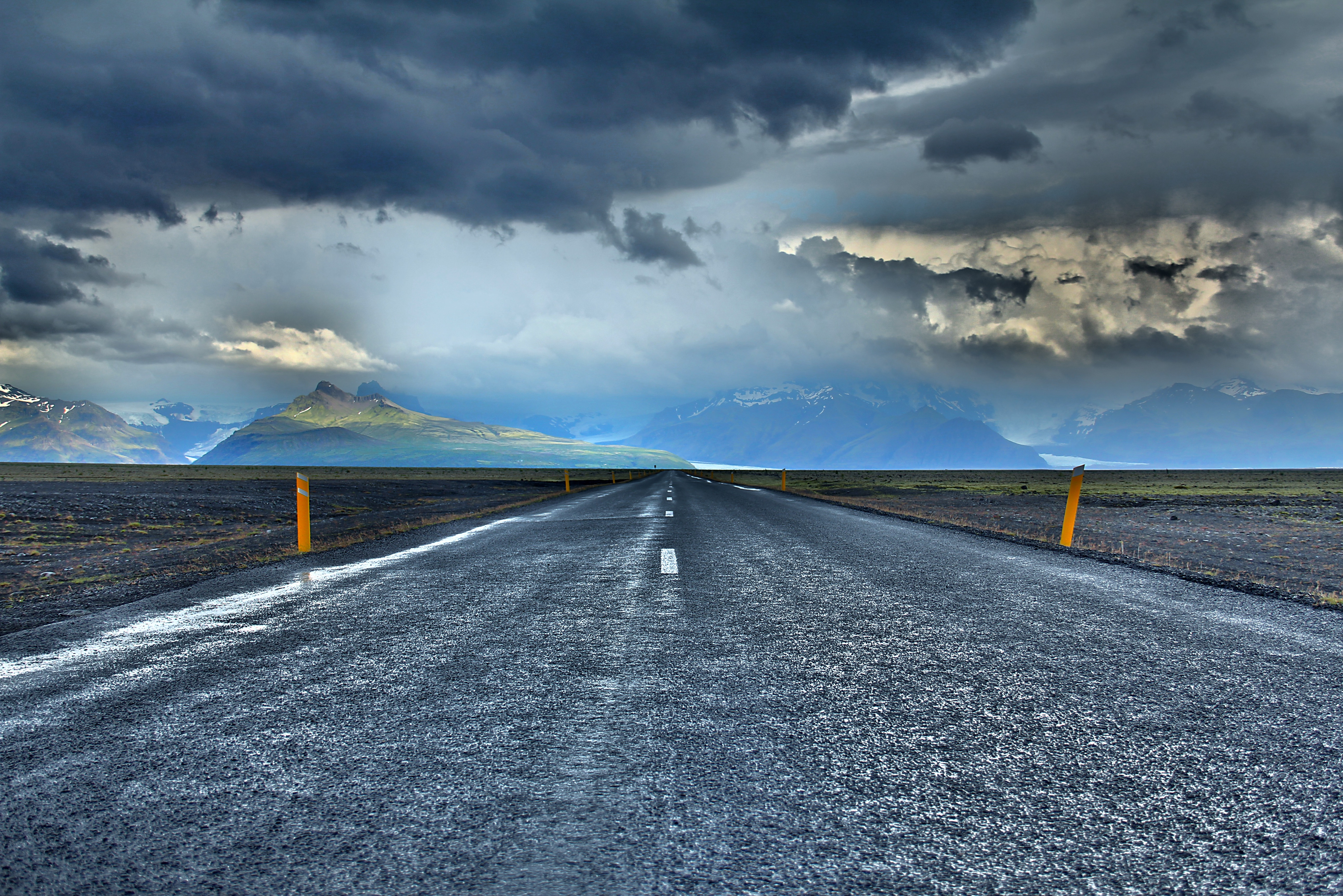
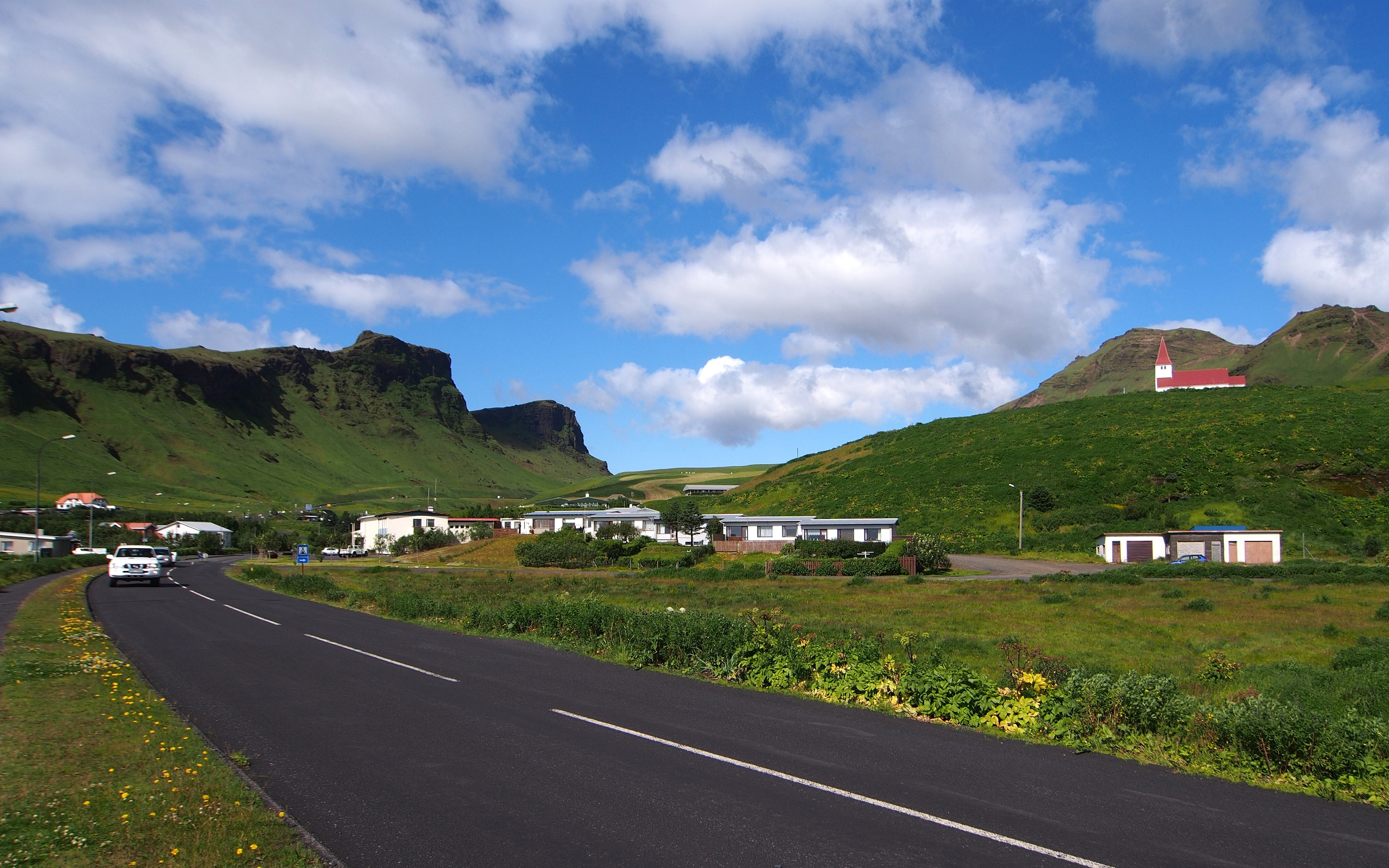
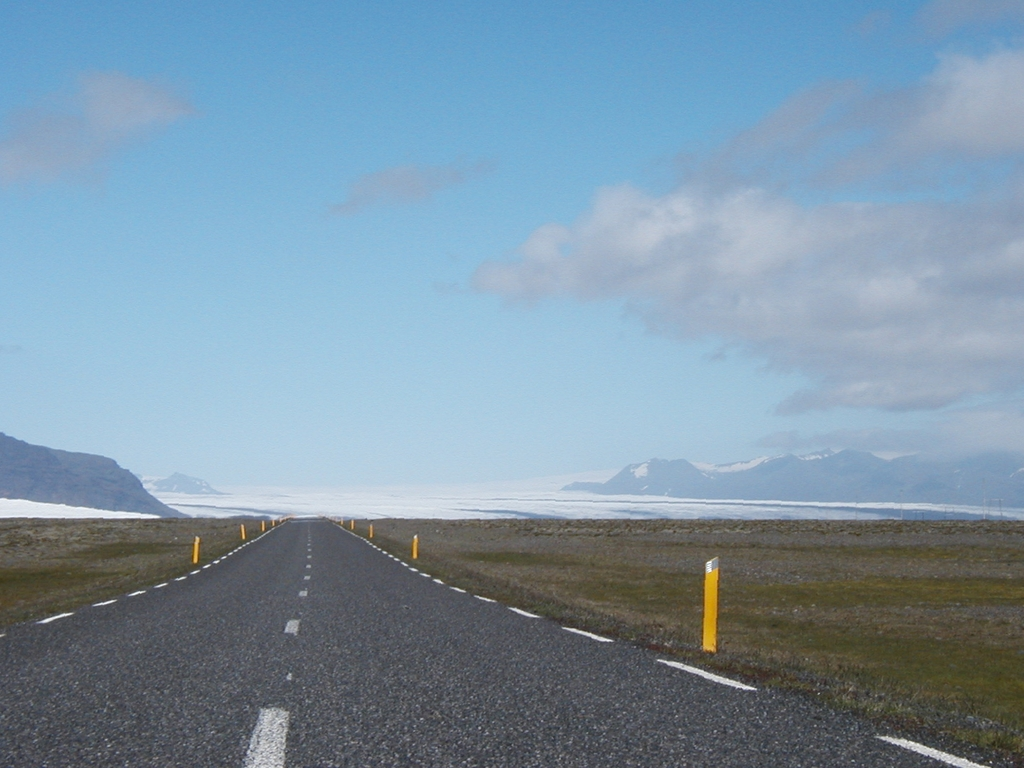
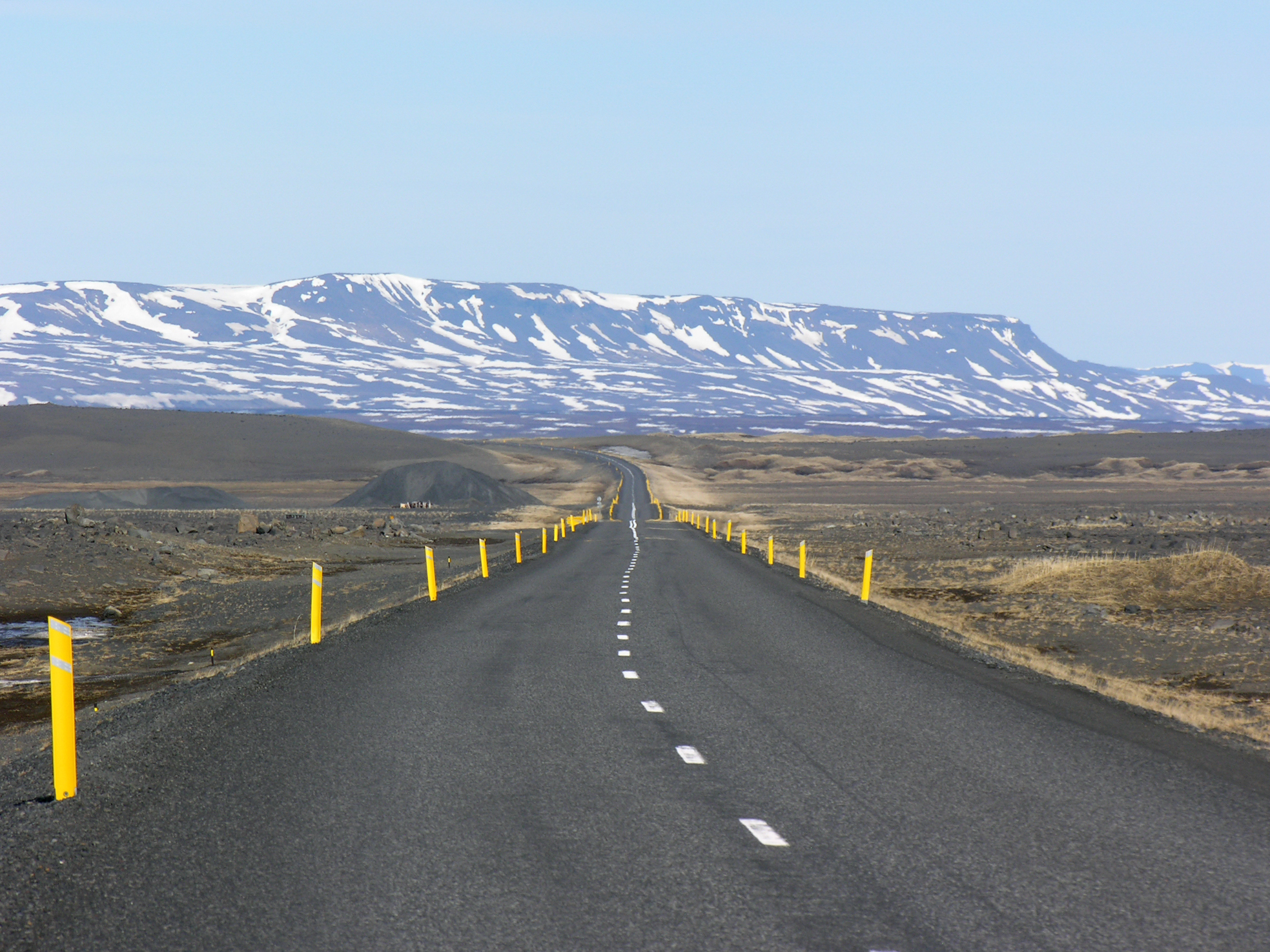
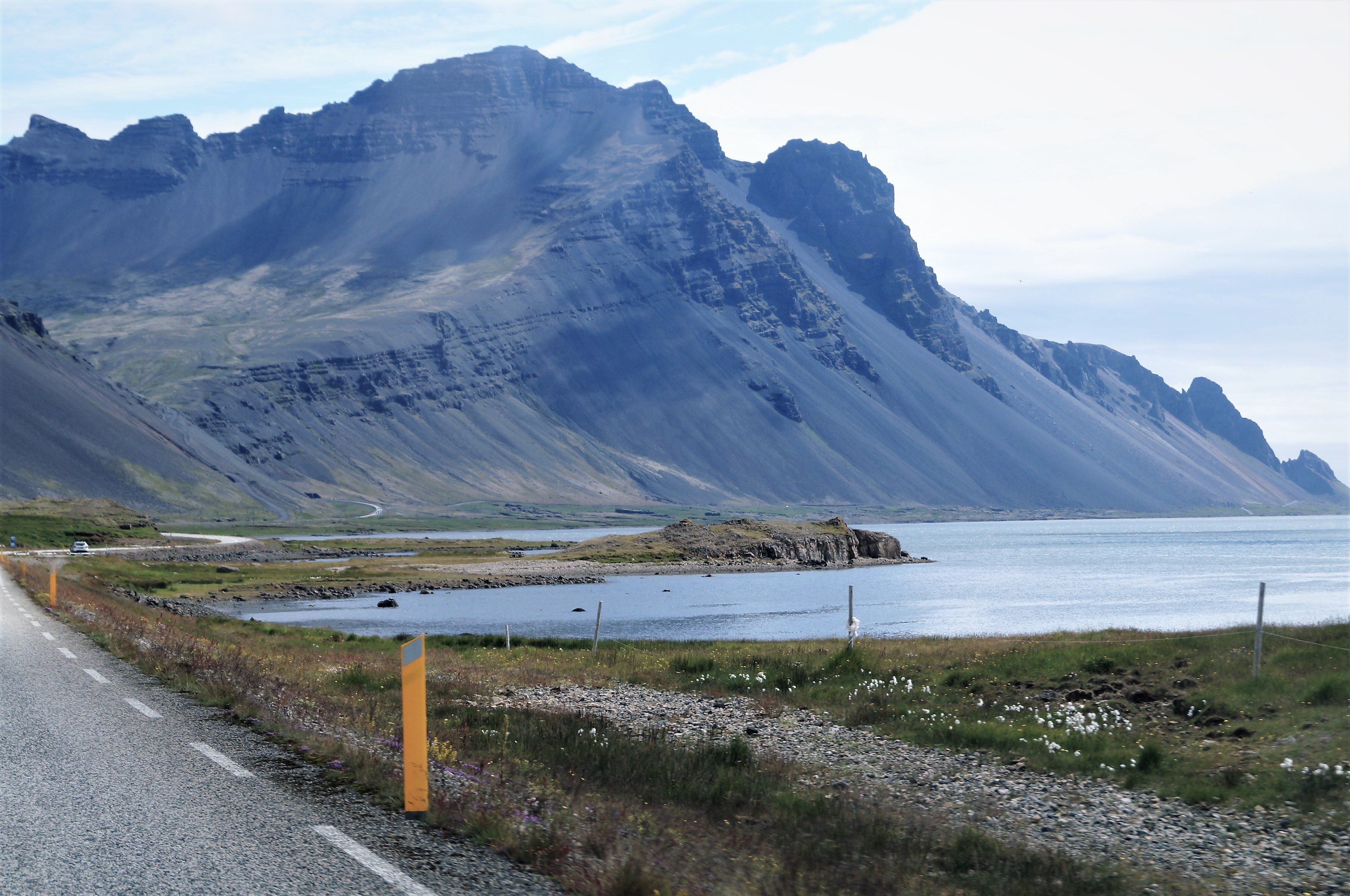
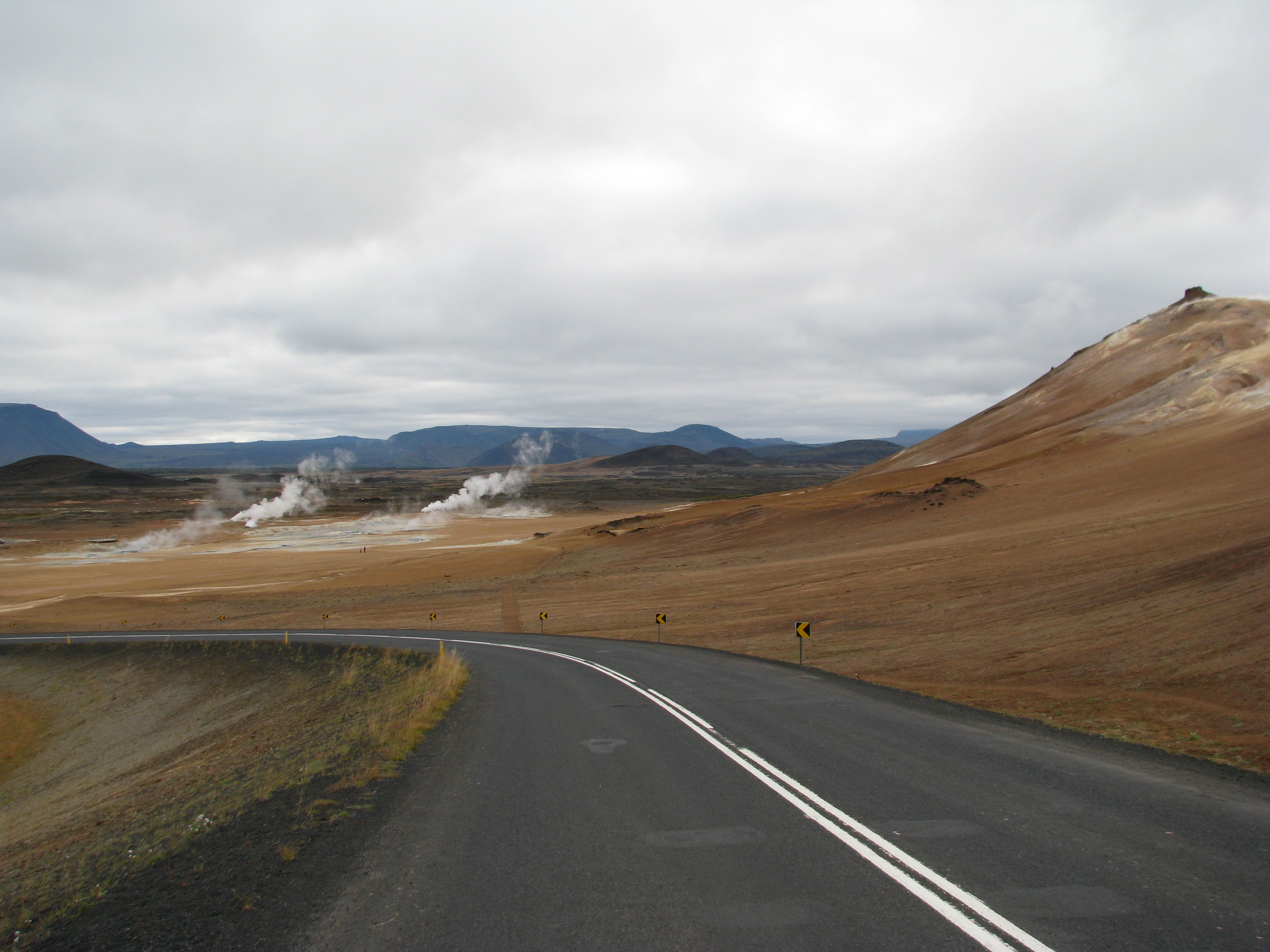
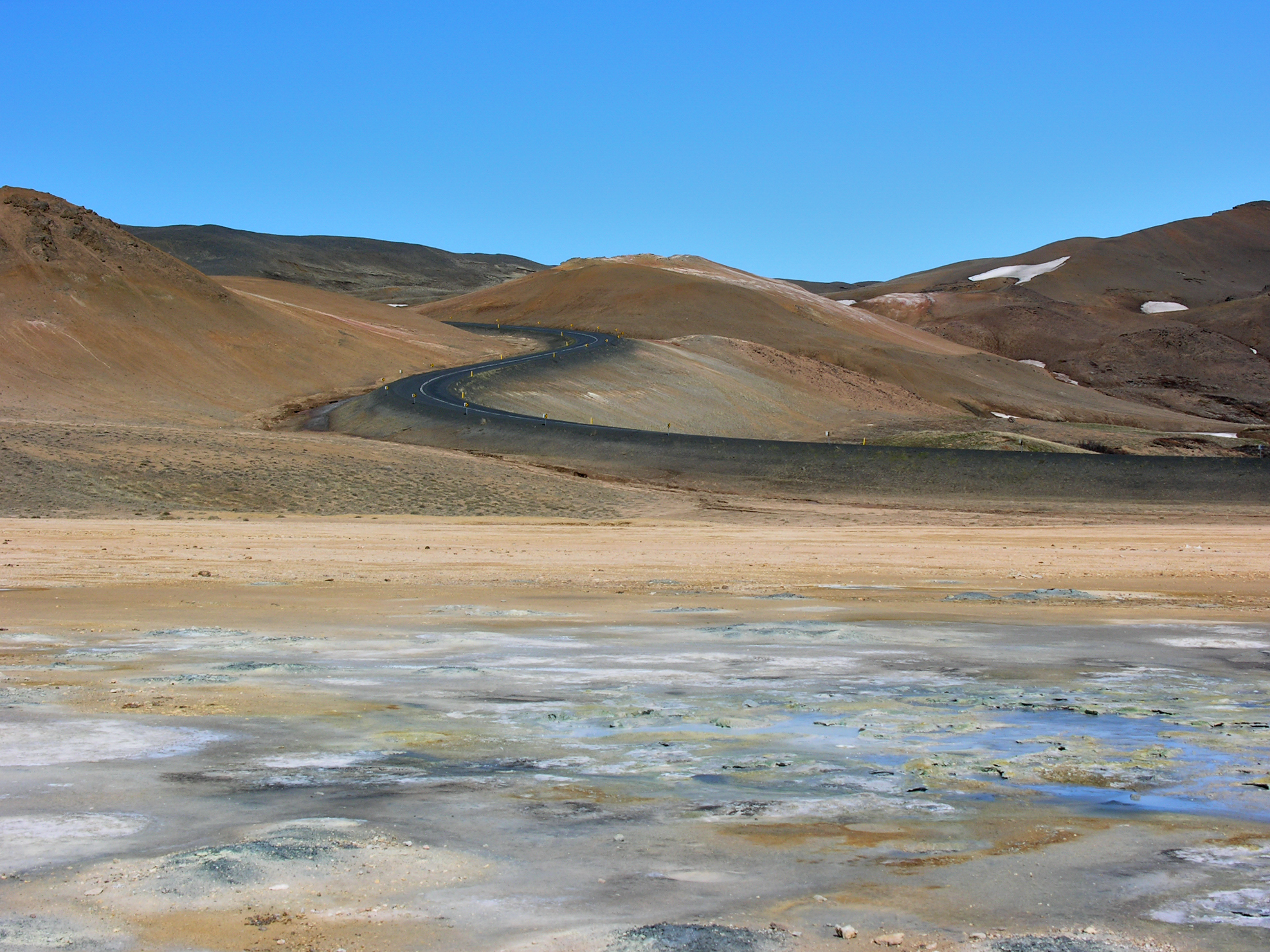
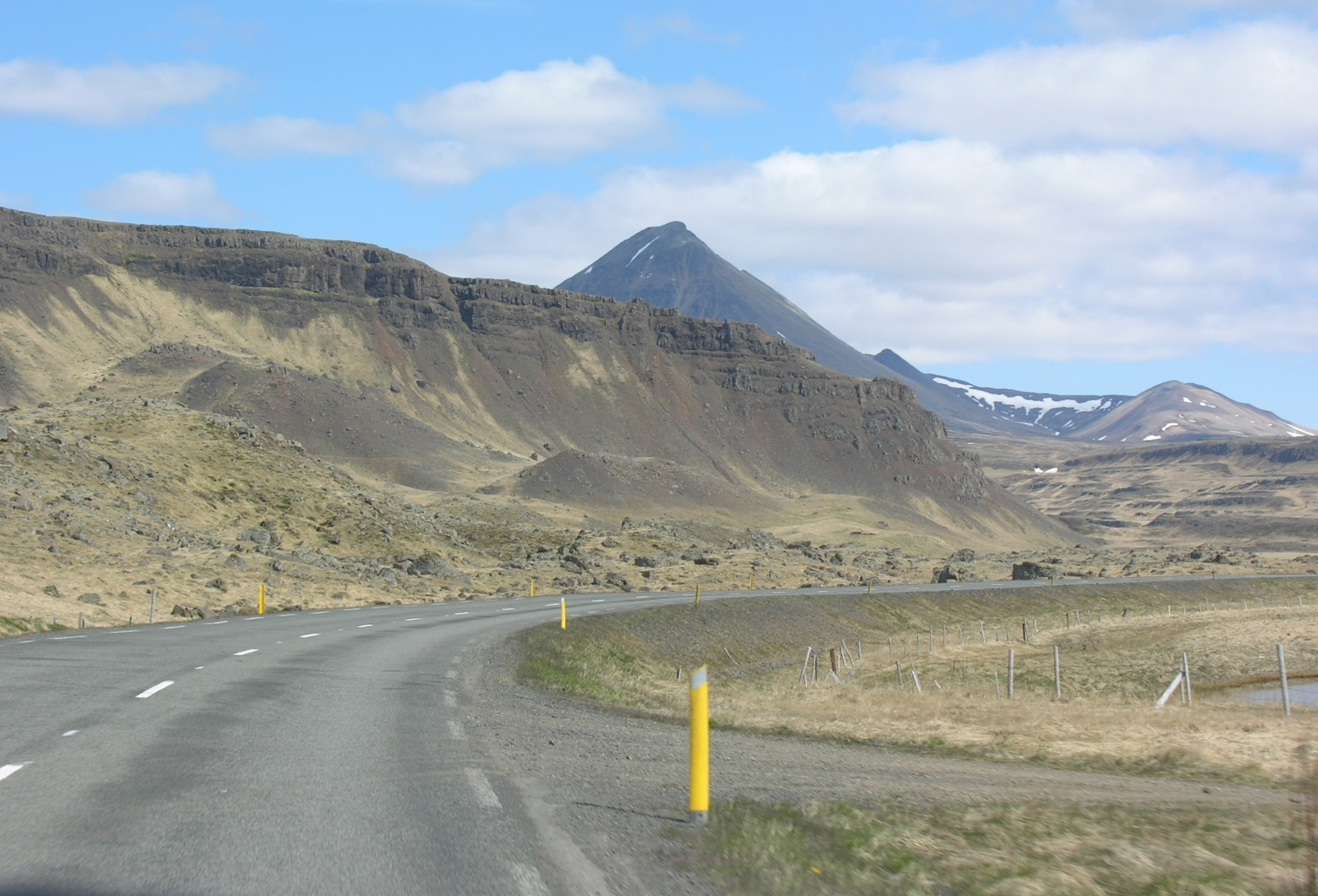
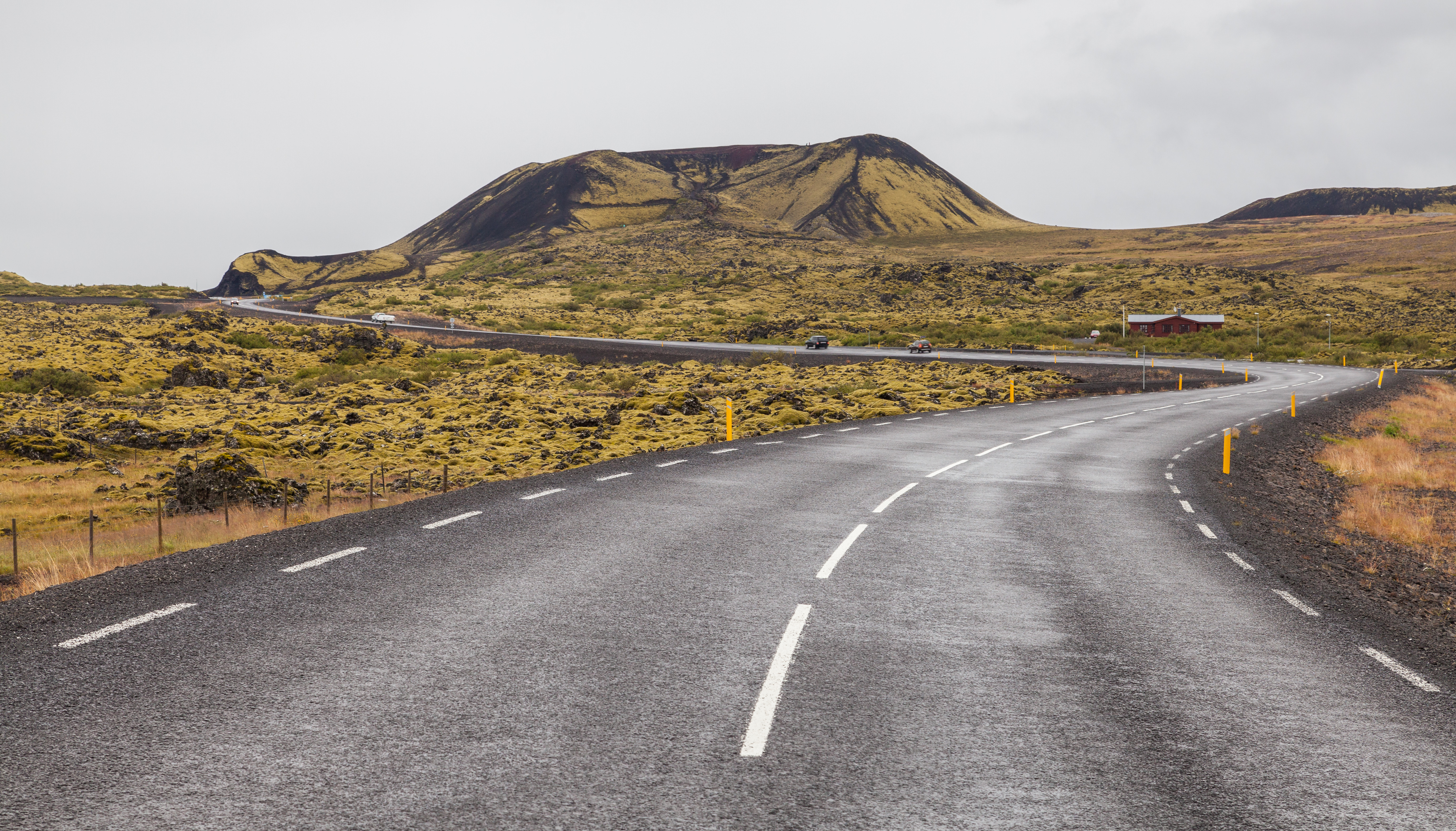
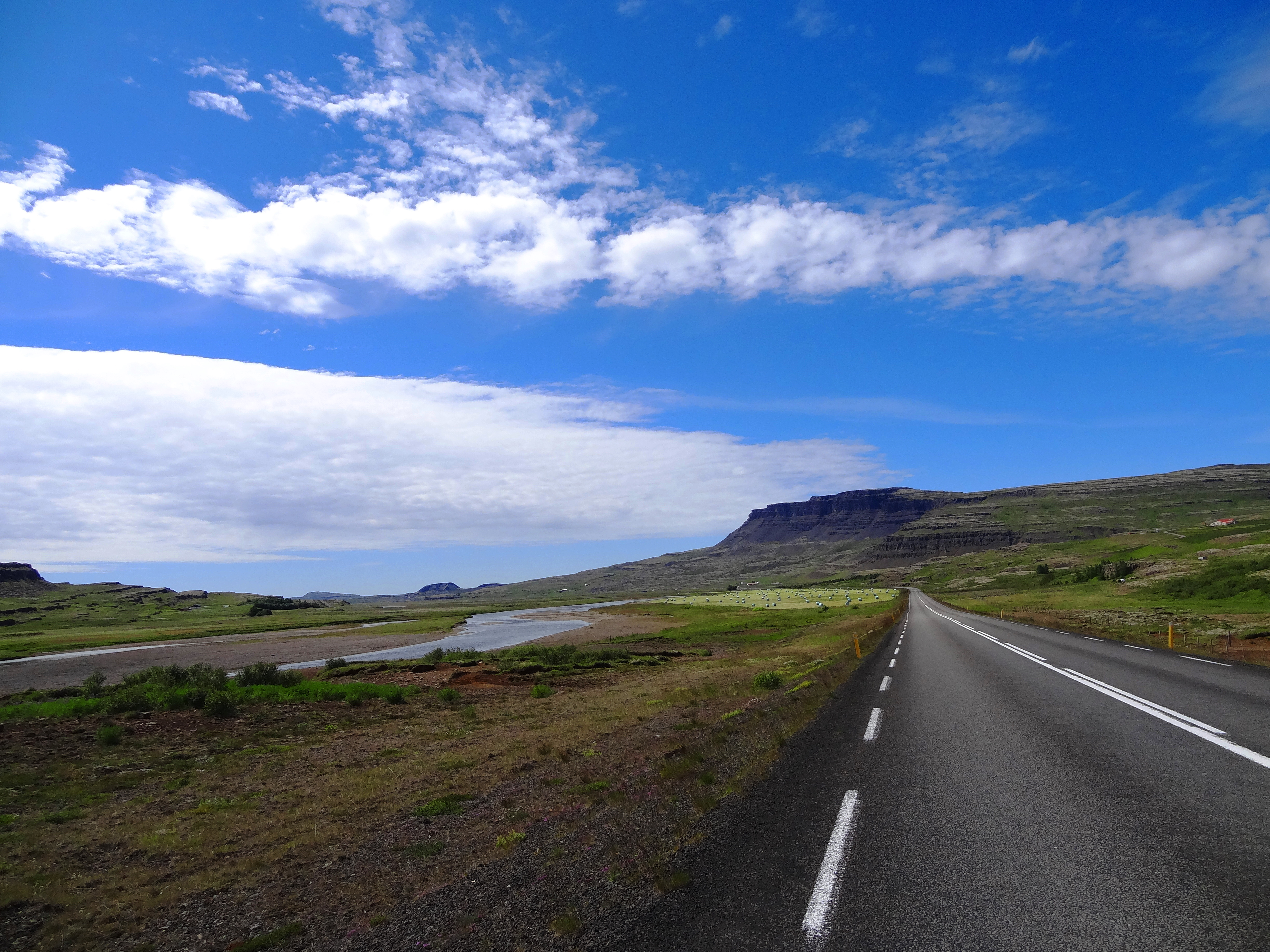